# 小行星12074
小行星12074（12074 Carolinelau）是一颗绕太阳运转的小行星，为主小行星带小行星。该小行星于1998年3月20日发现。

## 轨道参数
小行星12074的轨道半长轴为2.5867489 UA，离心率为0.132。